# Rhizoecus mediatlanticus
Rhizoecus mediatlanticus är en insektsart som först beskrevs av Matile-ferrero 1976.  Rhizoecus mediatlanticus ingår i släktet Rhizoecus och familjen ullsköldlöss. Inga underarter finns listade i Catalogue of Life.